# Brincar de médico
Brincar de médico é uma expressão utilizada no mundo ocidental para referir-se a crianças que examinam o corpo e os genitais umas das outras. Pode ocorrer em crianças de sexos diferentes, bem como naquelas do mesmo sexo. Trata-se de uma fase natural de descoberta do corpo, desde que os envolvidos tenham idade próxima. 
A maioria dos psicólogos infantis considera que brincar como médicos é um passo normal no desenvolvimento infantil entre os três e os seis anos, desde que todos os intervenientes estejam dispostos a participar e tenham idades relativamente próximas. Um estudo do sexólogo americano Alfred Kinsey, publicado no livro Sexual Behavior in the Human Male (1948), concluiu que 38,6% de todas as crianças de 10 anos praticam brincadeiras heterossexuais e homossexuais. No entanto, pode ser uma fonte de desconforto para os pais descobrir que seus filhos estão envolvidos em tal atividade. Profissionais da área da parentalidade aconselham, geralmente, os pais a encarar essa descoberta como uma oportunidade de ensinar calmamente seus filhos sobre diferentes características sexuais, privacidade pessoal, partes íntimas e respeito à privacidade de outras crianças.
Brincar de médico se distingue do abuso sexual entre crianças por este último ser uma ação aberta e deliberada direcionada à estimulação sexual, incluindo o orgasmo, coercitivamente ou em uma situação de diferença de conhecimento, em comparação à curiosidade anatômica não coercitiva..